# 22467 Koharumi
22467 Koharumi è un asteroide della fascia principale. Scoperto nel 1997, presenta un'orbita caratterizzata da un semiasse maggiore pari a 2,3651109 UA e da un'eccentricità di 0,0445821, inclinata di 6,44894° rispetto all'eclittica.